# Marie-Anne Blondin
Pour les articles homonymes, voir Blondin.
Marie-Anne Blondin (Terrebonne, 18 avril 1809 - Lachine, 2 janvier 1890) est une religieuse canadienne, fondatrice de la congrégation des Sœurs de Sainte-Anne.

## Biographie
Née Esther Blondin, à Terrebonne, elle grandit dans une famille d'agriculteurs solidement chrétienne. À l'âge de 20 ans, elle est toujours analphabète ; elle s'engage alors comme aide domestique dans la maison d'un commerçant du village et, par la suite, dans le couvent de la congrégation de Notre-Dame, récemment ouvert dans le village. Un an après, elle devient pensionnaire et peut enfin apprendre à lire et à écrire. Plus tard, elle est acceptée comme novice. À son grand désarroi, elle doit bientôt se retirer à cause de problèmes de santé.
En 1833, avec une amie elle aussi ancienne novice à la congrégation de Notre-Dame, Suzanne Pineault, elle devient institutrice à Vaudreuil. Ensemble, les deux femmes travaillent à l'éducation des enfants tout en s'impliquant dans les œuvres de la paroisse Saint-Michel. Au fil du temps, c'est Esther qui devient directrice de ce qu'on appelle désormais l'académie Blondin. En 1848, elle reçoit la permission de son évêque, Ignace Bourget, de jeter les bases de ce qui pourrait devenir une nouvelle communauté religieuse d'éducatrices. L'essai étant concluant, la fondation de la congrégation des Sœurs de Sainte-Anne est officialisée le 8 septembre 1850, toujours à Vaudreuil. Elle prend alors le nom de Sœur Marie-Anne et devient la première supérieure du petit groupe dont le nombre va rapidement croître malgré la pauvreté des moyens. Elle rêve déjà, et c'est tout un défi à son époque, de classes mixtes - garçons et filles ensemble, pour assurer l'enseignement des matières de base au plus grand nombre possible, en lien avec le peu d'éducatrices surtout dans les campagnes. Il faudra attendre longtemps après sa mort pour en voir la réalisation!
En 1853, Ignace Bourget décide de déménager la Maison-Mère de la jeune congrégation dans le Village de Saint-Jacques de Montcalm, près de l'actuelle ville de Joliette. Mère Marie-Anne accompagnée de 27 de ses filles, y arrivent le 23 août. Les classes seront prêtes pour accueillir les premières élèves dès le début octobre. Rapidement elle connaît des difficultés avec le jeune curé de la paroisse, l'abbé Louis-Adolphe Maréchal. Ce dernier veut imposer son pouvoir et ses règles dans le couvent comme dans toute la paroisse. Mère Marie-Anne, en femme mature soucieuse de l'unité de la congrégation dont elle est la fondatrice, demande l'arbitrage de l'évêque. Après plusieurs démarches, l'évêque lui demande de se démettre de son rôle de supérieure, ce qu'elle accepte dans un grand esprit de foi. Pour le reste de ses jours, elle continuera dans l'ombre et l'humilité des modestes occupations de travailler pour sa chère communauté. Même au sein de la congrégation, on en vient à passer sous silence son rôle de fondatrice. Elle entre dans le rang des petites, mais dans cette épreuve inouïe, elle comprend que ce chemin en retrait en est un qui se situe aux racines de l'arbre, caché aux yeux du monde mais combien important pour la vie et la survie de l'ensemble. Jamais elle ne perdra la paix, même devant les injustices les plus crucifiantes.

À l'automne 1889, son état de santé se détériore dangereusement. Peu après la fête de Noël, elle est diagnostiquée d'une bronchite sévère. Accompagnée de son amie de toujours, Suzanne Pineault, religieuse dans sa congrégation depuis les débuts, elle décède dans la troisième Maison-Mère, située maintenant à Lachine, le 2 janvier 1890, à l'âge de 80 ans. Quelques heures avant, cela démontre sa force d'âme, elle demande qu'on appelle l'abbé Maréchal, l'artisan de sa disgrâce. La Providence permettra qu'elle entre dans le coma quelques instants avant son arrivée. C'est lui qui présidera ses très modestes funérailles quelques jours plus tard...

## Héritage
Parmi les occupations qui occuperont les 35 dernières années de Mère Marie-Anne, elle passera de très longues heures à repasser le linge à l'usage des Sœurs. Providentiellement, elle sera alors mis en contact journalier et très proche avec les novices qui se préparaient à la vie religieuse. Là, elle laissera le souvenir d'une femme au cœur d'or, remplie de respect pour les autres, généreuse, patiente. 
Dès les années 1860, la congrégation qu'elle a fondée a gagné le reste du Canada, dont le grand Nord, et par la suite d'autres pays, incluant le Cameroun, le Chili, les États-Unis et Haïti, où elle a joué un rôle important dans le développement de l'éducation. L'arbre aux racines solides s'est déployé et a porté beaucoup de fruits.
L'idée d'un procès de canonisation a jailli lors du centenaire de la fondation de la congrégation. Depuis plusieurs années, on commençait à remettre en pleine lumière le visage de cette femme hors du commun. Le Saint pape Jean-Paul II l'a déclarée Vénérable en 1991 et Bienheureuse en 2001. Dans l'eucharistie de sa béatification, célébrée sur la place Saint-Pierre le 29 avril 2001, Mère Marie-Anne Blondin est présentée comme « le modèle d'une vie fascinée par l'amour et traversée du mystère pascal ». Contrairement à la coutume de célébrer sa fête liturgique le jour de sa mort, ou de sa naissance au Ciel, on rappelle son souvenir en Église le 18 avril, jour de son anniversaire de naissance.

## Hommages
- Un collège privé de niveau secondaire nommé Esther Blondin existe en sa mémoire. Il est situé à Saint-Jacques-de-Montcalm où a logé la congrégation. De plus, une paroisse catholique située à Terrebonne porte son nom ainsi qu'une école primaire à Terrebonne a également été nommée en sa mémoire.
- Une rue a été nommée en son honneur dans l'ancienne ville de Cap-Rouge, maintenant présente dans la ville de Québec en 1988.

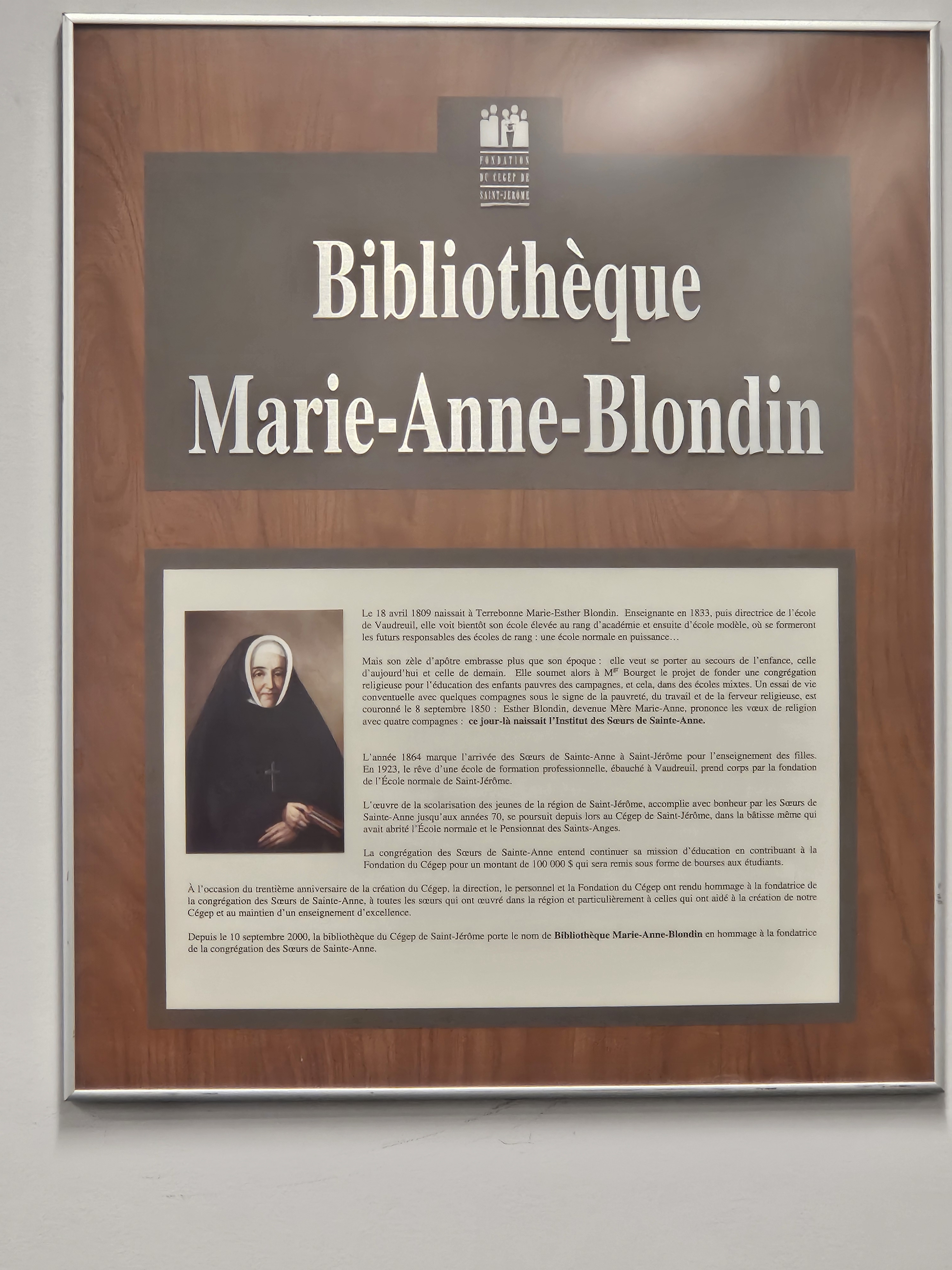
Se trouve dans la Bibliothèque de Saint-Jérôme.

- Se trouve dans la Bibliothèque de Saint-Jérôme. La bibliothèque du Cégep de Saint-Jérôme porte le nom de Marie- Anne Blondin.